# Лизобакт
Лизоба́кт — комбинированный лекарственный препарат, содержащий лизоцим и пиридоксин и относящийся к фармакотерапевтической группе антисептических средств. Применяется для лечения инфекционно-воспалительных заболеваний слизистой оболочки полости рта, дёсен и гортани: гингивит, стоматит, катаральные явления в верхних отделах дыхательных путей, афтозные изъязвления, герпетические поражения (в составе комплексной терапии), эрозии слизистой оболочки полости рта любой этиологии. Производитель — АО «Босналек», Босния и Герцеговина.

## История препарата
Препарат Лизобакт впервые был зарегистрирован в Югославии в 1976 году под коммерческим названием «Лизо-Б». В СССР в 1982 году препарат первоначально был зарегистрирован под таким же названием. Однако позже, в 2002 году был перерегистрирован под названием Лизобакт. В настоящее время препарат представлен в 16 странах мира.
В состав препарата входит комбинация хорошо изученных веществ: лизоцим и пиридоксин (витамин В6). Соответственно и терапевтический эффект препарата Лизобакт обусловлен синергичным действием этих компонентов.

## Терапевтическое действие
Терапевтическое действие обусловлено входящими в его состав компонентами:
- Лизоцим — фермент белковой природы, участвующий естественным образом в регуляции местного неспецифического иммунитета, а также обладающий антисептическим, антибактериальным, противовирусным, противогрибковым и иммуномодулирующим действием[5][6][7][8]. Действует на грамположительные, грамотрицательные бактерии, грибы и вирусы. Лизоцим содержится в слюне, крови, слёзной жидкости, грудном молоке и других тканях. Так его концентрации: в грудном молоке (около 0,4 мг/мл), слёзной жидкости (7 мг/мл), а также в слюне (от 0,059 до 0,139 мг/мл)[9]. Человеческий лизоцим практически идентичен лизоциму белка куриного яйца. Под действием лизоцима происходит лизис клеточной стенки микроорганизмов, чем и обусловлено его антисептическое действие. При этом лизоцим обладает также вторичным иммуномодулирующим действием. В результате гидролизации лизоцимом связи между N-ацетилмурамовой кислотой и N-ацетилглюкозамином в пептидогликане, образуется мурамилпептид, известным как ключевой природный стимулятор защиты от патогенных микроорганизмов[10]. Содержание лизоцима в организме человека непостоянно и зависит от сезона (наибольшее количество накапливается летом, осенью снижается и самый низкий уровень наблюдается весной)[11] Благодаря своим иммуномодулирующим и антиоксидантным свойствам лизоцим может применяться в комплексной терапии при острых респираторных инфекциях, включая заражение SARS-CoV-2, для уменьшения выраженности системного воспалительного ответа[12][13]. Также лизоцим оказывает противовирусный эффект, препятствует проникновению вирусов, в том числе SARS-CoV-2, в клетки, путём связывания с клеточными рецепторами или самим вирусом[13].
- Пиридоксин — обладает защитным действием (антиафтозным эффектом) на слизистую оболочку полости рта, при этом не влияет на активность лизоцима[14][15]. В процессе воспаления образуются активные формы кислорода, разрушающие как бактерии, так и клетки слизистой оболочки. Пиридоксин снижает степень повреждения клеток организма, способствует их регенерации, усиливает обмен необходимых аминокислот, обеспечивает антиоксидантную защиту и, как следствие, ослабляет последствия стресса.[16]. Таким образом, реализуется защитное действие пиридоксина на слизистую оболочку полости рта.

Вследствие нарушения иммунитета под воздействием инфекционных агентов, а также у детей количество естественного лизоцима, равно как и содержание секреторного IgA может быть снижено. Это обуславливает назначение препаратов лизоцима при лечении инфекционных, воспалительных заболеваний у людей различных возрастных групп В комплексе лизоцим+ пиридоксин по данным ряда исследований также повышает содержание в слюне IgA, что дополнительно усиливает местный иммунитет.

## Противопоказания
- Гиперчувствительность к компонентам.
- Детский возраст до 3 лет.

Препарат Лизобакт выпускается в лекарственной форме таблетки для рассасывания. Однако у детей до 3 лет такой способ применения невозможен из-за типа глотания. У новорождённых детей в период грудного или искусственного вскармливания молочными смесями у ребёнка ещё нет зубов, и язык рефлекторно прижимается к губам. Такой тип глотания называется инфантильным (детским). При этом типе глотания ребёнок не способен длительно удерживать таблетки во рту и практически сразу глотает или выплёвывает их.
- Наследственная непереносимость лактозы, дефицит лактазы или глюкозо-галактозная мальабсорбция, так как эти вещества входят в состав препарата как вспомогательные.

## Побочные эффекты
В качестве побочных эффектов возможны аллергические реакции, так как содержащийся в препарате лизоцим выделен из куриного яйца.

## Передозировка
Симптомы передозировки маловероятны, могут отмечаться после применения в дозах, значительно превышающих терапевтические, и проявляются чувством онемения, ощущением покалывания, а также потерей чувствительности в области верхних и нижних конечностей. Купируется обильным питьём (форсированным диурезом).
Длительный (несколько месяцев или лет) приём высоких доз витамина В6 (более 200 мг/сут) может вызвать онемение, покалывание и кратковременную потерю чувствительности в конечностях, которые самостоятельно купируются при отмене пиридоксина.

## Применение во время беременности и кормления грудью
Согласно инструкции по медицинскому применению, применение препарата возможно в период беременности и кормления грудью.
Управление по санитарному надзору за качеством пищевых продуктов и медикаментов (FDA) признало высокий профиль безопасности лизоцима. В связи с этим лизоцим обладает статусом «общепризнанно как безопасное» (generally recognized as safe, GRAS)
Что касается пиридоксина, то, согласно классификации FDA, он относится к категории А риска (минимальный) применения при беременности. В контролируемых исследованиях у женщин не выявлено риска для плода в первом триместре и в других триместрах беременности.

## Взаимодействие с другими препаратами
- Лизоцим усиливает действие антибиотиков, в том числе пенициллина, хлорамфеникола, нитрофурантоина.
- Эстроген, эстрогенсодержащие контрацептивы — увеличение потребности в пиридоксине[20][19].
- Леводопа — ослабление антипаркинсонической активности, пиридоксин ускоряет декарбоксилирование леводопы (не снижает эффекта комбинации леводопа + карбидопа). Пиридоксин является кофактором дофадекарбоксилазы — фермента, ответственного за периферическое декарбоксилирование леводопы и образование допамина. При его назначении больным, получающим леводопу (без ингибиторов дофадекарбоксилазы), отмечается усиление периферического метаболизма леводопы и меньшее её количество проникает через гематоэнцефалический барьер. Таким образом, пиридоксин уменьшает терапевтический эффект леводопы, если дополнительно не назначаются ингибиторы периферической дофадекарбоксилазы[21]
- Диуретики — при комбинированном применении с пиридоксином усиливается действие диуретиков.
- Изониазид — пиридоксин предупреждает или уменьшает токсические проявления, в том числе поражения печени, наблюдающиеся при применении изониазида и других противотуберкулёзных препаратов[22]
- Пеницилламин, пиразинамид, иммуносупрессоры — при одновременном применении с пиридоксином снижается эффект последнего[22].